# Comissão Nacional de Incentivo à Cultura
A Comissão Nacional de Incentivo à Cultura (CNIC) é um órgão colegiado do Ministério da Cultura, responsável por analisar e opinar sobre as propostas culturais encaminhadas ao MinC com vistas a obter apoio pelo mecanismo de incentivos fiscais, conforme instituído pelo Art. 32 da Lei Rouanet (Lei nº 8.313/91), que a instituiu no âmbito. Como órgão deliberativo, a CNIC reúne-se uma vez ao mês com este propósito, sendo uma das instâncias de análise da proposta, podendo inclusive ter posição de alterações de parecer e vetos.

## Composição
São membros da CNIC, conforme o Decreto 5.761/2006 (art. 39):
- o Ministro de Estado da Cultura, que a preside;
- os presidentes de cada uma das entidades vinculadas ao Ministério da Cultura (lista abaixo);
- o presidente de entidade nacional que congrega os Secretários de Cultura das unidades federadas;
- um representante do empresariado nacional;
- seis representantes de entidades associativas de setores culturais e artísticos, de âmbito nacional

Entidades vinculadas ao MinC:
- Fundação Nacional de Artes (Funarte)
- Fundação Biblioteca Nacional (FBN)
- Fundação Casa de Rui Barbosa (FCRB)
- Fundação Cultural Palmares (FCP)
- Instituto do Patrimônio Histórico e Artístico Nacional (Iphan)
- Presidente do Fórum Nacional de Secretários e Dirigentes Estaduais da Cultura